# Flying Tapes
Flying Tapes è l'ultimo album in studio del gruppo musicale Sensations' Fix.

## Il disco
L'album presenta dei rifacimenti di alcuni brani dell'album Fragments of Light e sperimentazioni progressive.
È stato usato come colonna sonora della trasmissione televisiva La Casa del sole.

## Tracce
1. Fragments of light - 3:30
2. Music is painting in the air - 3:27
3. Leave my chemistry alone - 4:02
4. Strange about the hands - 3:00
5. Cold nose story - 4:22
6. Boat of madness - 5:36
7. Fleetwood trip - 2:15
8. Warped notions of a practical joke - 4:18
9. Faux batard - 3:15

## Formazione
- Franco Falsini (voce, chitarra)
- Keith Edwards (batteria)
- Stephen Head (tastiere, synth)
- Richard Ursillo (basso)